# أولاد آدو
أولاد آدو تعبير دمشقي -شامي- قديم يستخدم في اللهجة المحكية للدلالة على أصدقاء السوء، يعود أصل هذا التعبير إلى أوائل القرن العشرين فقد كانت دمشق مكونة من قسمين داخل وخارج السور القديم. وكان أهل داخل السور ينظرون بفوقية طبقية إلى أهل الأطراف نظرا لكون بعض أهل الأطراف اصحاب مشاكل من مناطق أخرى وليس لهم من امتدادات مع العائلات الأكثر عراقة.
هذا الفرز الطبقي ولد شعورا لدى أهل الداخل بعدم تقبل العادات الاجتماعية السيئة وخلق توترات محلية. ونتيجة لبعض العوامل الاجتماعية، كانت ينظر إلى بعض الأسر في مناطق خارج السور  على أنها أقل مستوى وأصحاب مشاكل وذوو أخلاق منحرفة قياسا بما هو سائد. ونظرا لحساسيات معينة، كان أهل الداخل يراعون عدم تسمية أسر أو عائلات بعينها، فكان أن اصطلح البعض على إطلاق لقب «آدو» على  اصحاب المشاكل. فأصبح لقب آدو كلمة سر للكناية عن جماعة أو مجموعة من الناس، فبدل أن يقال فلان ابن آدم كان يكنى عن أهل السوء بابن آدو. وهكذا كان أهالي الشام يزجرون أبناءهم عن مصاحبة أولاد آدو فذهبت مثلا.